# Stadtwerke Düren
Die Stadtwerke Düren GmbH ist ein Energieversorger und Energiedienstleister mit Sitz in Düren.

## Organisation
Die Gesellschafter der Stadtwerke Düren GmbH (SWD) sind mit 50,1 % Stadt Düren und mit 49,9 % die Innogy SE. Die Umsatzerlöse betrugen 2023 insgesamt 261,7 Mio. Euro. Das Unternehmen beschäftigt 270 Mitarbeiter, davon 14 Auszubildende. Die SWD versorgen etwa 100.000 Menschen Haushalte in und um Düren mit Gas, Strom, Wasser und vereinzelt auch mit Wärme. Gemeinsam mit dem Kreis Düren und der Sparkasse Düren wurde im Jahr 2011 die RURENERGIE GmbH gegründet. Als erstes Projekt entstand in Inden, direkt hinter dem Kraftwerk Weisweiler, Ende des Jahres 2011 der bis dahin größte Solarpark Nordrhein-Westfalens, der Solarpark Inden. Inzwischen wurden weitere Photovoltaikanlagen auf Schulen im Dürener Kreisgebiet (Mädchengymnasium Düren, Gymnasium Kreuzau) installiert. Auch am Windpark in Echtz ist die RURENERGIE beteiligt.
Die Stadtwerke Düren sind zudem an mehreren weiteren Windparks beteiligt (z. B. in Titz Düshorner Heide und anderen), betreiben in Krankenhäusern und bei Industriekunden Blockheizkraftwerke und bieten ein breites Angebot zu den Themen Energieeffizienz und Energieeinsparung. So wurde beispielsweise im Frühjahr 2011 am Stammsitz in der Arnoldsweilerstraße die Energiesparzentrale eröffnet.
Seit dem Jahr 2017 bietet der Energieversorgung auch selber Photovoltaikanlagen für Privathaushalte und Gewerbebetriebe an.
Die Stadtwerke Düren versorgen die Stadt Düren und Teile der Gemeinde Merzenich mit Trinkwasser. Seit Ende März 2013 werden 55 % des Wassers aus der Wehebachtalsperre entnommen, der Rest wird aus Brunnen gewonnen. Das Wasserwerk Obermaubach dient als Reservewasserwerk. Im Gebäude des Wasserwerks befindet sich das Labor der Stadtwerke, in dem das Trinkwasser untersucht wird. In der Brunnenanlage in der Dr.-Overhues-Allee werden jährlich 1,5 Mio. m³ Trinkwasser gewonnen, die zum Wasserbehälter auf dem Annakirmesplatz gepumpt werden. Das sind etwa 20 % der jährlich abgegebenen 5,3 Mio. Liter Trinkwasser, die in das 730 km lange Rohrleitungsnetz eingespeist werden. Weitere 20 % kommen vom Wasserwerk in Ellen. Ein kleinerer Teil kommt vom Wasserwerk Concordia aus Kreuzau und dem Wasserzweckverband Langerwehe. Vor dem Jahr 2013 diente die Rur als "Hauptquelle" für die Dürener Trinkwasserversorgung. Das Wasserwerk der SWD befindet sich unterhalb des Stausees Obermaubach an der Rur in der Gemeinde Kreuzau. Es dient heute als reines "Notfallwerk", falls andere Versorgungsquelle ausfallen. Im Gebäude ist auch das zertifizierte Wasserlabor ansässig.
Zum 1. Januar 2013 erfolgte aufgrund gesetzlicher Vorgaben eine vollständige Trennung zwischen dem Vertrieb von Gas, Wasser, Strom, Wärme und Daten auf der einen und dem Betrieb der Netze auf der anderen Seite. Deshalb wurde die Tochtergesellschaft „Leitungspartner GmbH“ gegründet, die die Netze in Düren und in Teilen der Gemeinde Merzenich von der regionetz GmbH (50/50 Beteiligung der SWD/EWV) übernahm, betreibt, pflegt und ausbaut.

## Produkte
Die Stadtwerke Düren sind ein moderner Energiedienstleister. Sie bieten ihren Kunden neben Strom, Erdgas, Trinkwasser, Wärme auch viele Serviceleistungen und eine Vielzahl an Contractingangeboten aus einer Hand. Dazu zählt zum Beispiel die Energiesparberatung für Privatkunden, aber auch das Energiecontrolling für Gewerbe- und Industrieunternehmen. Seit 2011 bietet das Unternehmen in der Energiesparzentrale individuelle Beratung und Angebot zu den Themen Energiesparen und Energieeffizienz.
- SWD PrivatStrom
- SWD Erdgas
- SWD Trinkwasser
- SWD Wärme
- SWD Energiedienstleistungen
- Photovoltaik

## E-Mobilität
Die Stadtwerke Düren sind Mitglied der Initiative „Mobile Zukunft Düren“ und bieten neben Autostrom auch Ladestationen an. Über die Hälfte des eigenen Fuhrparks sind inzwischen Elektrofahrzeuge. Das Netz der von den Stadtwerken Düren betriebenen Elektroladesäulen ist in den letzten Jahren ständig gewachsen. 61 Elektrotankstellen der SWD stehen in Düren und in verschiedenen Stadtteilen bereits zum Aufladen mit Naturstrom aus Wasserkraft zur Verfügung.

## Geschichte
Die Geschichte der Stadtwerke reicht bis in die Mitte des 19. Jahrhunderts zurück und vereinigt heute mehrere Versorgungseinrichtungen. 1858 nahm die Gasanstalt, die zunächst zur Straßenbeleuchtung benutzt wurde, ihren Betrieb auf. In den 1880er Jahren sorgten zentrale Leitungen erstmals für sauberes Wasser und 1901 begann das Elektrizitätswerk mit der Stromproduktion. 1909 wurde der im heutigen Friedrich-Ebert-Platz stehende Wasserturm eingeweiht. Er wurde 1944 zerstört. 1911 wurden das Gas-, Wasser- und Elektrizitätswerk miteinander vereinigt. Ab 1931 wurde Ferngas geliefert.
Zum 1. April 1939 wurden Gas-, Wasser- und Elektrizitätswerk zu den Stadtwerken Düren zusammengefasst. Standort war Düren-Nord auf dem Gelände des jetzigen Hauses der Stadt. Genau ein Jahr später übernahmen die Stadtwerke, die nur im alten Stadtgebiet von Düren tätig waren, das Wasserleitungsnetz von Rölsdorf. 1958 baute die Stadt das erste Hallenbad in Düren, das Citybad (abgerissen 1998). Die Bewirtschaftung übernahmen die Stadtwerke. 1968 siedelten die Stadtwerke in einen Neubau an der Arnoldsweilerstraße um. Im gleichen Jahr wurde auf Erdgas umgestellt. Zum heutigen Versorgungsgebiet zählt das Stadtgebiet Düren, sowie die angrenzende Gemeinde Merzenich, die mit Gas und Wasser versorgt wird. Im April 2007 eröffneten die Stadtwerke (SWD) ihr neues Kundencenter, das rund 45.000 Besucher im Jahr hat.
Die Stadtwerke haben im Laufe der letzten Jahre ihr Angebot deutlich ausgeweitet und sich nach und nach vom Energieversorger zum Energiedienstleister entwickelt. Das Unternehmen bietet neben Energieprodukten z. B. Photovoltaik, Energieberatung und Wärme-Contractingmodelle an. Zu den regenerativen Projekten der SWD auf lokaler Ebene zählen die Biogasanlage beim Unternehmen Schoellershammer sowie das gemeinsam mit der Dürener Kreisbahn errichtete Solarkraftwerk auf den Hallendächern der Kreisbahn oder das bis Ende 2011 größte Solarkraftwerk in Nordrhein-Westfalen (Gemeinschaftsprojekt der Rurenergie GmbH an der die SWD mit 24,8 Prozent beteiligt ist). Inzwischen zählt auch Windkraft zum Erzeugungsmix der SWD. Gemeinsam mit 29 anderen Stadtwerken sind sie über die Gesellschaft Green GECCO an mehreren Windparks (u. a. in Schottland, Norddeutschland und Nordrhein-Westfalen) beteiligt.
Mit der Gemeinde Merzenich realisieren die SWD für den Ortsteil Morschenich-Neu ein umweltfreundliches Konzept für die Wärmeversorgung von 130 Gebäuden. Das Einzigartige daran: Es kann nahezu CO2-neutral betrieben werden. Eine eigene Heizzentrale vor Ort mit 300 bis 500 Kilowatt Leistung versorgt die Gebäude über ein unterirdisches Leitungsnetz mit Wärme. Sie erzeugt die Energie durch die Verbrennung von Holzpellets und damit aus nachwachsenden Rohstoffen. Im Verhältnis zur Erdgasverbrennung werden hiermit 25 Tonnen CO2 jährlich eingespart. Ein 30.000 Liter fassender Warmwasserspeicher sichert die kontinuierliche Versorgung mit günstiger und umweltschonender Wärme für die angeschlossenen Gebäude.
Seit Januar 2010 bieten die Stadtwerke Düren mit dem Produkt SWD-Naturstrom, einen zu 100 Prozent aus heimischer Wasserkraft gewonnenen, umweltfreundlichen Strom an. Den gesamten Eigenbedarf von rund 5 Mio. Kilowattstunden haben die Stadtwerke Düren zum gleichen Zeitpunkt auf Naturstrom umgestellt. Inzwischen wird für Privathaushalte ausschließlich CO2 neutraler Strom aber auch CO2 neutrales Gas angeboten.

## Versorgungsgebiet
Versorgt werden folgende Orte:
- Stadtgebiet Düren mit Trinkwasser, Strom und Erdgas
- Rölsdorf mit Trinkwasser, Strom und Erdgas
- Birkesdorf mit Trinkwasser, Strom und Erdgas
- Arnoldsweiler mit Trinkwasser, Strom und Erdgas
- Merken mit Trinkwasser, Strom und Erdgas
- Hoven mit Trinkwasser, Strom und Erdgas
- Echtz mit Strom und Erdgas
- Konzendorf mit Trinkwasser, Strom und Erdgas
- Mariaweiler mit Trinkwasser, Strom und Erdgas
- Derichsweiler mit Trinkwasser, Strom und Erdgas
- Gürzenich mit Trinkwasser, Strom und Erdgas
- Birgel mit Wasser, Strom und Erdgas
- Berzbuir mit Trinkwasser, Strom und Erdgas
- Lendersdorf mit Trinkwasser, Strom und Erdgas
- Niederau mit Trinkwasser, Strom und Erdgas
- Krauthausen mit Trinkwasser, Strom und Erdgas
- Kufferath mit Trinkwasser, Strom und Erdgas

Aus der Gemeinde Merzenich
- Merzenich mit Trinkwasser und Erdgas
- Girbelsrath mit Erdgas
- Golzheim mit Erdgas
- Bürgewald mit Trinkwasser